# Boris Vazovan
Boris Vazovan (ur. 4 stycznia 1978) – słowacki lekkoatleta specjalizujący się w biegach płotkarskich i sprinterskich. 
W 1995 r. zdobył na rozegranym w Bath letnim olimpijskim festiwalu młodzieży Europy złoty medal w biegu na 400 metrów przez płotki (uzyskany czas: 51,87). Największy sukces w karierze odniósł w 1997 r. w Lublanie, zdobywając na mistrzostwach Europy juniorów brązowy medal w biegu na 400 m ppł (uzyskany czas: 51,26).
Dwukrotnie zdobył złote medale lekkoatletycznych mistrzostw Słowacji: w hali – na dystansie 60 m (1996) oraz na stadionie – na dystansie 400 m ppł (1999).
Rekordy życiowe (stadion):
- bieg na 400 metrów przez płotki – 51,05 (25 czerwca 2000, Praga)
- sztafeta 4 × 400 metrów – 3:06,02 (9 lipca 2000, Bańska Bystrzyca) – rekord Słowacji